# Piété filiale

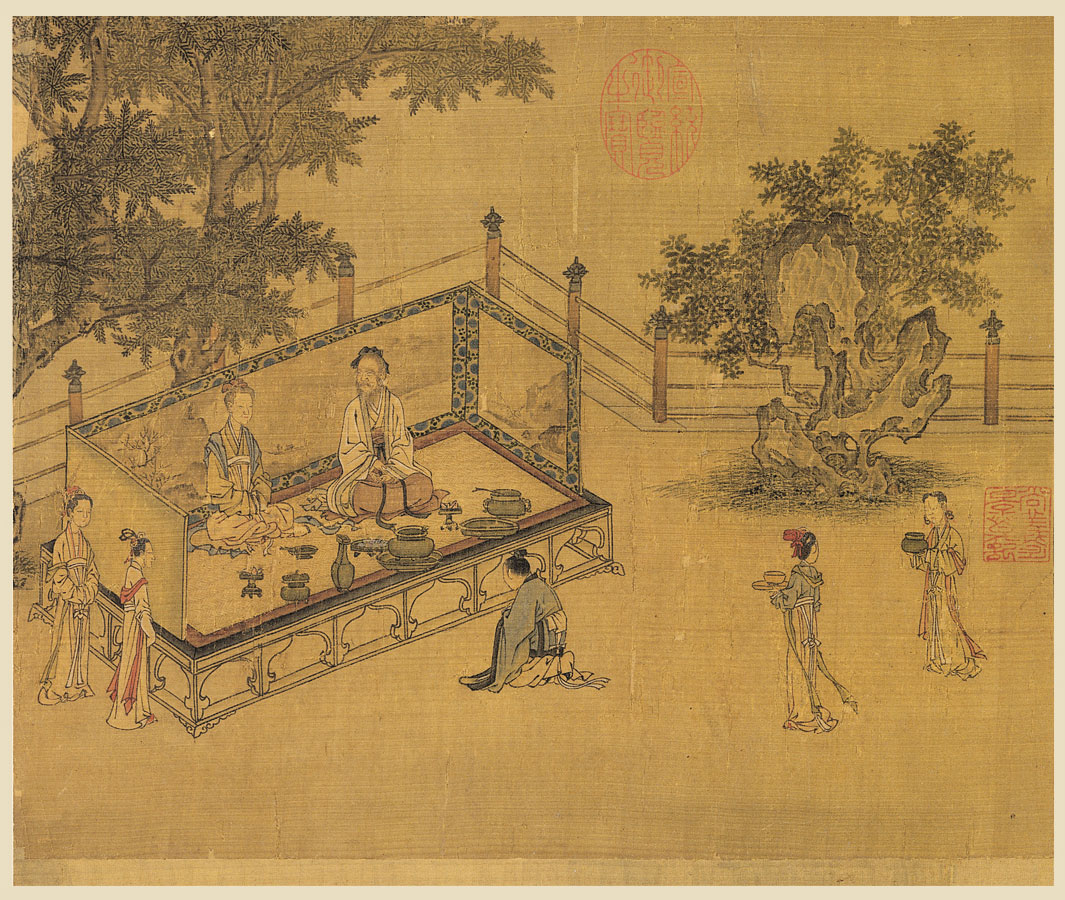
Scène de la Dynastie Song, illustration du Classique de la piété filiale (détail), un fils s’agenouillant devant ses parents.

Dans la doctrine confucéenne, la piété filiale (chinois : 孝, xiào) est une vertu de respect pour ses propres parents et ancêtres. Confucius lui-même affirme que la piété filiale et le respect des ainés sont les racines mêmes de l'humanité.

## Description
Le classique du confucianisme, Classique de la piété filiale, Xiào Jing ou Classique de xiào, dont l’écriture est estimée à la période Qin-Han, est la source historique d'autorité sur le principe confucéen de xiào (piété filiale). Le livre est une conversation entre Confucius et son élève Zeng Shen (曾参, également connu sous le Zengzi 曾子) qui traite de comment mettre en place une bonne société en utilisant le principe de xiào. Le terme peut également être appliqué à l'obéissance générale. Par exemple, il est utilisé dans des titres religieux des églises chrétiennes : un « prêtre filial » ou « vicaire filial » est un clerc dont l'église est subordonnée à une plus grande paroisse. La piété filiale est au cœur de l’éthique de rôle (en) confucéenne.
En termes plus généraux, la piété filiale signifie d'être bon envers ses parents ; de prendre soin de ses parents ; de s'engager dans une bonne conduite non seulement envers les parents, mais aussi à l'extérieur de la maison afin d'apporter un bon nom pour ses parents et ancêtres ; de bien exercer les fonctions de son emploi de manière à obtenir les moyens matériels pour soutenir ses parents ainsi que procéder à des sacrifices aux ancêtres ; de ne pas être rebelle ; de démontrer de l'amour, respect et soutien ; de faire preuve de courtoisie ; d’assurer des héritiers mâles et maintenir la fraternité entre frères ; de judicieusement informer ses parents, y compris les dissuader de l'injustice morale ; d’afficher sa tristesse face à leur maladie et leur mort ; et d’effectuer des sacrifices après leur mort.
Dans son ouvrage La Forêt en feu : essais sur la culture et la politique chinoises, le sinologue Simon Leys rapporte l'exécution d'un homme, d'une balle dans la nuque, coupable d'avoir dégradé un portrait de Mao Zedong objet d’un culte de la personnalité. C'est sa propre fille, âgée de douze ans, qui a dénoncé le coupable! L'enfant est donnée en exemple par la propagande communiste, son héroïsme est mis en avant. Elle devient une « loyale enfant du Parti ». Simon Leys mentionne que si cette situation génère un scandale en occident, ce n'est rien en comparaison des réactions des Chinois. La piété filiale fait partie de la culture chinoise depuis 2 500 ans.
Dans l'idéologie confucéenne, le respect de la piété filiale est motivé par l'atteinte d'une valeur fondamentale, soit le Ren. Cette valeur pourrait être définie comme étant un objectif ultime, soit de devenir quelqu'un d'honorable.

## Culture
La piété filiale est considérée comme une vertu clé dans la culture chinoise et est ainsi le sujet principal d'un grand nombre d'histoires. L'une des plus célèbres collections de ces histoires est le Vingt-quatre exempla filiaux (en) (Ershi-si xiào 二十四孝). Ces histoires illustrent comment des enfants ont exercé leur piété filiale par le passé. Alors que la Chine a toujours eu une grande diversité de croyances religieuses, la piété filiale est commune à presque toutes ces croyances ; l’historien Hugh D.R. Baker propose le respect de la famille comme le seul élément commun à presque tous les croyants chinois.